# Николаевка (Миллеровский район)
Никола́евка — хутор в Миллеровском районе Ростовской области. Входит в состав Туриловского сельского поселения.

## География
На хуторе имеется одна улица: Дачная.

## История
В 1873 году в Николаевке было 28 дворов. Население составляло 178 человек (83 мужчины и 95 женщин). В хуторских хозяйствах насчитывалось 25 лошадей, 52 пары волов, 129 голов прочего рогатого скота, 240 овец (220 простых и 20 тонкорунных).
По административно-территориальному делению конца XIX — начала XX века Николаевка относилась к Мальчевско-Полненской волости Донецкого округа Области Войска Донского.
По данным на 1915 год в х. Николаевском было 52 двора и 408 жителей (228 мужчин и 180 женщин). Хутор относился к Донецко-Тарасовскому благочинию, 4-му судебно-следственному участку Новочеркасского окружного суда, 3-му Ольхово-Рогскому медицинскому участку. Жители хутора владели 467 десятинами земли. Ближайшая к хутору земская почтовая станция располагалась в слободе Мальчевско-Полненской в 6 вёрстах, ближайшая железнодорожная станция (Мальчевская) в 10 вёрстах.

## Население
| 2010 |
| ---- |
| 34   |